# High School Musical: El Desafío (México)
High School Musical: El Desafio é um spin-off do filme High School Musical, mas é uma versão para o cinema mexicano. Estreou em 5 de setembro de 2008 no cinema mexicano. A estréia foi realizada em 24 de agosto de 2008 em Auditorio Nacional da Cidade do México. 
O filme internacionalmente foi distribuído pelos Disney Channel’s do mundo, tendo sido exibido no Disney Channel Portugal na sua versão legendada diversas vezes, Disney Channel Espanha, Itália, Grécia , Roménia , Polónia , nestes últimos numa versão dublada nas suas lingus
O filme está estrelando os vencedores e finalistas do programa High School Musical: La Selección (México).

## Protagonistas
- Cristobal Rodriguez (Cristobal Orellana)
- Mariana Galindo (Mariana Magaña)
- Luli Casas del Campo (Mar Contreras)
- Fer Casas del Campo (Fernando Soberanes)
- Juan Carlos (Juan Carlos Flores)
- Fabi (Fabiola Paulin)
- Jorge (Jorge Blanco)
- Stephie (Stephie Camarena)
- César (César Viramontes)
- Pau (Paulina Holguin)
- Caro (Carolina Ayala)
- Padre de Cristobal (Juan Manuel Bernal)
- Madre de Mariana (Lumi Cavazos)
- Madre de Luli y Fer (Lisa Owen)
- Padre de Luli y Fer (Victor Huggo Martin)
- Director High School México (Álvaro Guerrero)
- Angelina (Carmen Beato)
- Joy (Joy Huerta Uckey)
- Jesse (Jesse Huerta Uckey)
- Marifer (Carla Medina)
- Cocinero (Roger González)

## CD e DVD
15 ago. O lançamento do CD de músicas film.titulado As músicas foram inicialmente propostos para o mesmo filme Argentina, composto por Fernando Lopez Rossi, mas com diferentes modalidades (por exemplo, reggaeton), e incluiu um Bônus: Doo Up cantada por antagonistas. Para além da versão mexicana foi o cover "Dime Ven" Motel da banda e da música "La Vida es una Ventura" realizado por Mariana e Fernando, constituído por Jesse e Joy para o filme. Isso atingiu o terço das vendas na Sony BMG. 
Este CD chegou a Golden Disk.
CD
1. El Verano Terminó - Elenco
2. Siempre Juntos - Los Borregos
3. La Vida es una Aventura - Mariana y Fernando
4. Yo Sabia - Cristobal y Mariana
5. A Buscar El Sol - Mariana
6. Hoy Todo Es Mejor - Cristobal
7. Dime Ven - Elenco
8. Superstar - Luli, Paulina, Carolina y Fabiola
9. Mejor Hacerlo Todos Juntos - Mariana, Cristobal, Cesar, Fernando, Juan Carlos, Jorge y Stephie
10. Actuar, Bailar, Cantar - Elenco
11. Doo Up - Fernando y Luli (Bonus Track)

DVD
1. El Veranó Terminó (Video Musical)
2. Segmentos "Exprésate" de Disney Channel
3. Comercial, El desafío detrás del sueño de Disney Channel
4. Trailer